# Sikhje
A sikhje (hangul: 식혜) koreai üdítőital, melyet árpamalátából és rizsből készítenek fermentálással. Boltban is kapható, műanyag palackokban és fémdobozos kiszerelésben.

## Története
A sikhjéről úgy tartják, segíti az emésztést, ezért a királyi udvarban is felszolgálták az étkezéseket követően. Feltehetően eredetileg halat és fűszereket is tartalmazott, később azonban letisztult a recept. Ízesítéséhez eredetileg mézet használtak, ma már leggyakrabban cukorral édesítik.
Magas a rost- és az antioxidáns-tartalma, és a koreaiak úgy vélik, az ital segít kiegyensúlyozni a testhőmérsékletet is. Szívesen fogyasztják másnaposság ellen és nehéz ételeket követően.

## Készítése
Az árpamaláta-port meleg vízzel összekeverik, majd három-négy órán keresztül állni hagyják. Ezt követően a malátás vízbe főtt rizst kevernek (ez lehet hagyományos vagy ragacsos rizs), majd négy-öt órán át 60-70 °C-os hőmérsékleten tartják, ez az ideális a fermentációhoz. Ha az ital tetején megjelennek a rizsszemek, elkészültnek tekinthető. Ekkor leszűrik, a rizst átmossák hideg vízzel és félreteszik. A lét ízlés szerinti mennyiségű cukorral felfőzik, a közben keletkezett habot kanállal eltávolítják. Hűtve tálalják, főtt rizsszemekkel és fenyőmaggal.

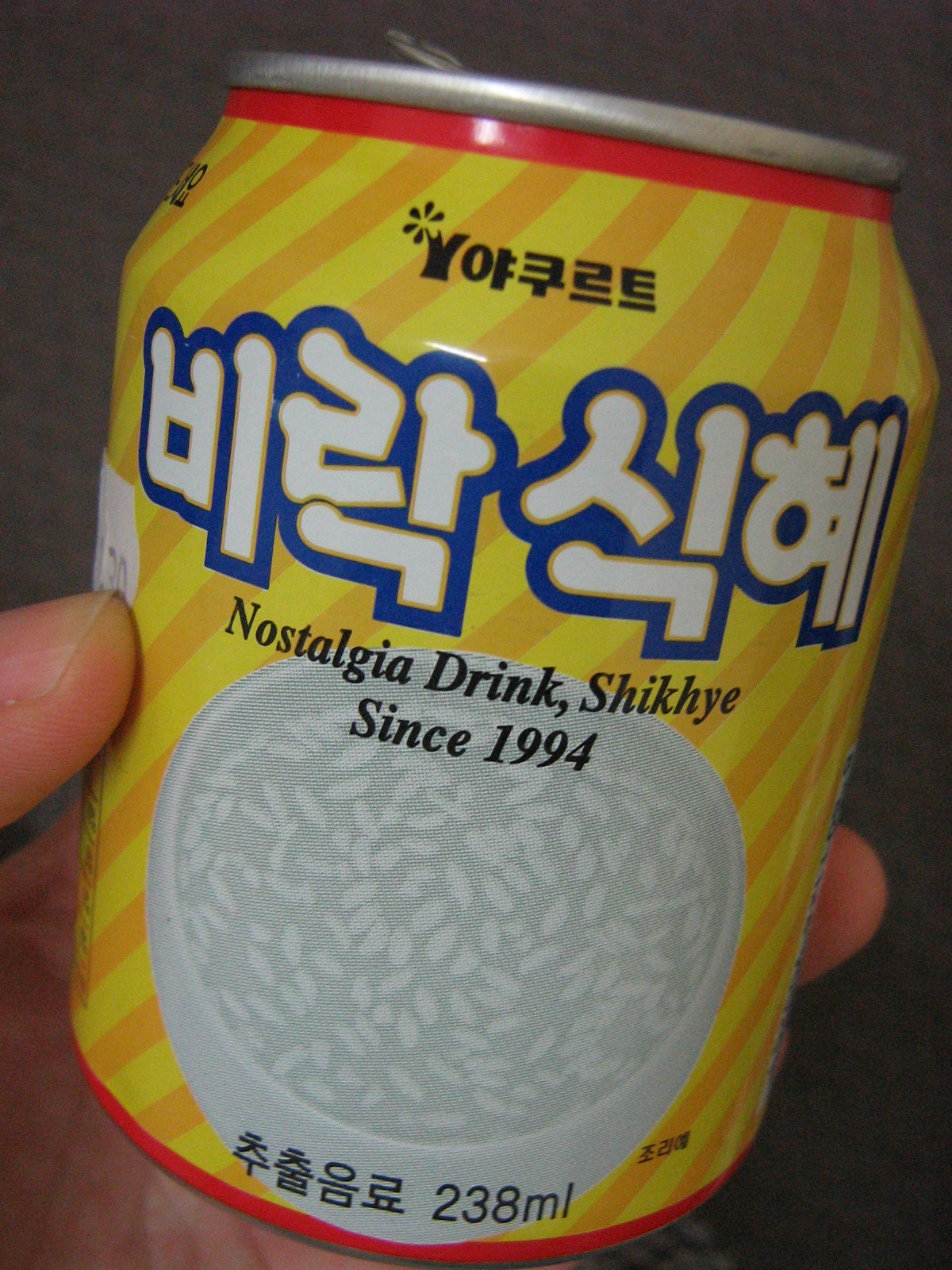
Dobozos sikhje
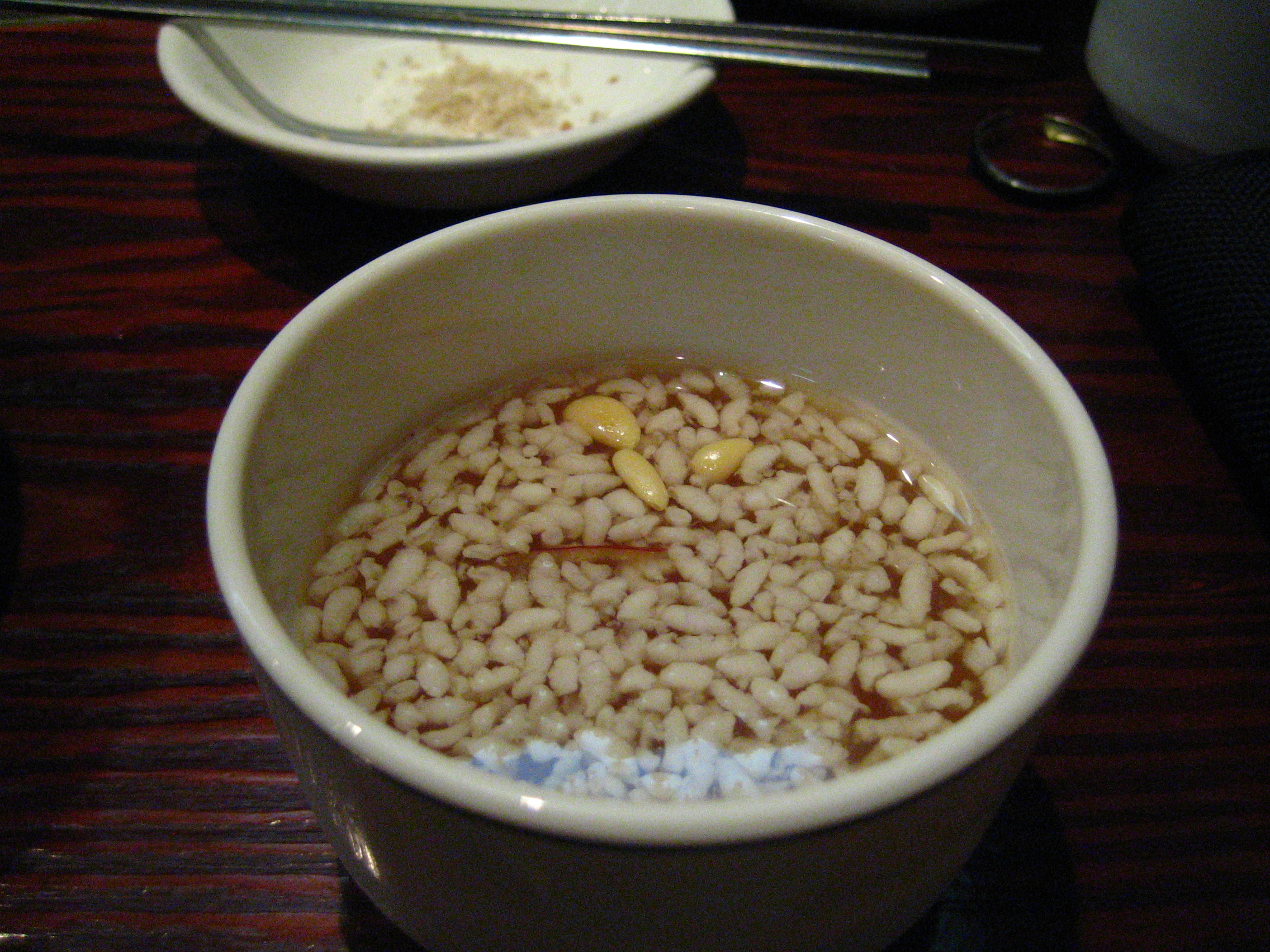
Sikhje, a tetején a főtt rizsszemekkel és fenyőmaggal